# Soft Matter
Soft Matter is een internationaal, aan collegiale toetsing onderworpen wetenschappelijk tijdschrift op het gebied van de fysica van de gecondenseerde materie.
Het wordt uitgegeven door de Britse Royal Society of Chemistry en verschijnt 48 keer per jaar.
Het eerste nummer verscheen in 2005.